# Grundfisch
Als Grundfisch oder Bodenfisch wird ein nahe am oder am Gewässergrund (im Benthal) lebender Fisch bezeichnet.
Grundfische sind zu unterscheiden von im Freiwasser lebenden sogenannten pelagischen Fischen. 

## Typische Eigenschaften
Grundfische haben häufig einen abgeflachten Körper, Barteln oder keine Schwimmblase.

## Bekannte Arten
Zu den Grundfischen gehören:
- Gestreifter Leierfisch, auch Goldgrundel
- Arten der Groppen
- Arten der Plattfische, z. B. Flunder, Scholle, Steinbutt, Seezunge
- Arten der Schmerlenartigen
- Seeteufel